# 中奥村
中奥村（なかおくむら）は、石川県石川郡に存在した村。
村名は江戸時代の郷名、中奥郷に由来する。

## 地理
- 現在の白山市の北部。松任の旧来の市街地の東から南の隣に位置する。
- 地形は全体的に平坦な平野。
- 現在では五歩市町の中を北陸本線が通過、道路は国道8号、鶴来バイパス（国道157号）が通る。
- 川：南郷川（七ヶ用水）

## 歴史
- 1889年（明治22年）4月1日 - 町村制の施行により、石川郡五歩市（ごぼいち）村、徳丸村、乾垣内村、長竹村、橋爪村、橋爪新村、福正寺村、町村、幸明村、三浦村及び倉光村の区域をもって、石川郡中奥村が発足する。当初役場は徳丸に設置。
- 1904年（明治27年）11月1日 - 松金馬車鉄道（後の北陸鉄道松金線）が開通、当村内に徳丸駅を開設。
- 1910年（明治43年） - 役場を町に移転。
- 1947年（昭和22年） - 大字 町を中奥に名称を変更する。
- 1954年（昭和29年）3月31日 - 松任町、旭村、中奥村、林中村、一木村、出城村、御手洗村、宮保村、笠間村、柏野村及び石川村が合併して、改めて松任町が発足する。11大字は松任町の町名に継承。